# Alemanya
Alemanya (en alemany, Deutschland [ˈdɔʏ̯tʃlant]), anomenat oficialment República Federal d'Alemanya (en alemany Bundesrepublik Deutschland [ˈbʊndəsʁepʊˌbliːk ˈdɔʏ̯tʃlant]), és un estat de l'Europa central que forma part de la Unió Europea.
Alemanya es limita al nord amb el mar del Nord, Dinamarca i el mar Bàltic; a l'est amb Polònia i Txèquia; al sud amb Àustria i Suïssa i a l'oest amb França, Luxemburg, Bèlgica i els Països Baixos. Durant la major part de la seva història, Alemanya va ser un terme geogràfic utilitzat per designar una àrea ocupada per diversos estats. Es va convertir en un estat unit durant 74 anys (1871-1945), però va ser dividit al terme de la Segona Guerra Mundial en la República Federal d'Alemanya (RFA —BRD—, coneguda com a Alemanya Occidental) i la República Democràtica Alemanya (RDA —DDR—, coneguda com a Alemanya Oriental). El 3 d'octubre del 1990, l'RDA i l'RFA es reunificaren, de manera que Alemanya va tornar a ser una nació unida. Berlín n'és la capital i la ciutat més important. També passen del milió d'habitants les ciutats d'Hamburg, Múnic i Colònia.
La República Federal d'Alemanya en l'actualitat és una potència econòmica, membre de les Nacions Unides, l'OTAN, i del Grup dels vuit. Alemanya és la tercera economia més gran en termes del producte interior brut nominal, i l'exportador més gran i el segon importador més gran de béns.

## Toponímia
Atesa la localització geogràfica d'Alemanya al centre d'Europa i la seva història com a regió no unificada i habitada per distintes tribus i posteriorment per diversos petits Estats, el nom d'Alemanya ha passat a les diverses llengües a partir de diferents arrels. En general són tres les arrels per al nom de l'Estat en les diverses llengües del món:
- De l'alt alemany antic diutisc. D'aquesta arrel es deriva el nom en alemany contemporani, Deutschland.
- Del llatí Germania. D'aquesta arrel es deriva, per exemple, el nom en anglès, Germany.
- Del nom de la tribu dels alamans. D'aquesta arrel es deriva el topònim català, Alemanya.

El nom de la tribu dels alamans prové del protogermànic Alamanniz que pot tenir dos significats de la derivació del prefix Al-. Si Al- significa «tots», llavors el nom significa «tots els homes», una al·lusió al fet que la tribu era una confederació de diversos grups. Si Al-, per contra, prové del llatí alius, «altres» o «els altres», llavors el nom significa «forans» o «homes estrangers».

## Geografia física
Alemanya es troba a l'Europa occidental i central, amb fronteres amb Dinamarca al nord, Polònia i Txèquia a l'est, Àustria al sud-est, Suïssa al sud-sud-oest, França, Luxemburg i Bèlgica a l'oest i els Països Baixos al nord-oest. Principalment es troba entre les latituds 47° i 55 °N i les longituds 5° i 16 °E. Alemanya també està vorejada pel mar del Nord al nord, i pel mar Bàltic al nord-est. Juntament amb Suïssa i Àustria, Alemanya comparteix frontera al llac de Constança, el tercer llac més gran de l'Europa Central. El territori alemany té una extensió de 357.021 km², 349.223 km² dels quals de terreny i 7.798 km² d'aigua. És el setè país més gran per superfície a Europa i el 62è més gran del món.
Les elevacions van des de les muntanyes dels Alps (on es troba el Zugspitze, el punt més alt del país a 2.962 metres) al sud fins a les costes del mar del Nord (Nordsee) al nord-oest i el mar Bàltic (Ostsee) al nord-est. Les terres altes boscoses de l'Alemanya central i les terres baixes del nord d'Alemanya (on es troba Wilstermarsch, el punt més baix del país a 3.54 metres sota el nivell del mar) són travessades per rius tan importants com el Rin, el Danubi o l'Elba. Les glaceres alpines d'Alemanya estan experimentant un cert desglaç. Entre els recursos naturals significatius del país hi ha ferro, carbó, potassi, fusta, lignit, urani, coure, gas natural, sal, níquel, terra llaurable i aigua.

### Clima
La major part d'Alemanya té un clima estacional temperat dominat pels vents humits de l'oest. El país està situat entre el clima oceànic de l'Europa occidental i el clima continental de l'Europa occidental. El clima és moderat pel corrent de l'Atlàntic nord, l'extensió septentrional del corrent del Golf. Aquesta aigua més càlida afecta les àrees que voregen el mar del Nord, i conseqüentment, al nord-oest i el nord el clima és oceànic. Alemanya té una mitjana de 789 mm de precipitació per any; no hi ha una estació seca constant. Els hiverns són frescos i els estius tendeixen a ser càlids: les temperatures poden superar els 30 °C.
L'est del país té un clima més continental: els hiverns poden ser frígids i els estius molt càlids, i hi pot haver llargs períodes secs. El centre i el sud d'Alemanya són regions de transició que oscil·len de clima oceànic a continental. A més dels climes marítims i continentals que predominen a la major part del país, les regions alpines a l'extrem sud i, en menor mesura, algunes àrees de les terres altes centrals alemanyes tenen un clima de muntanya, amb temperatures més baixes i més precipitació .

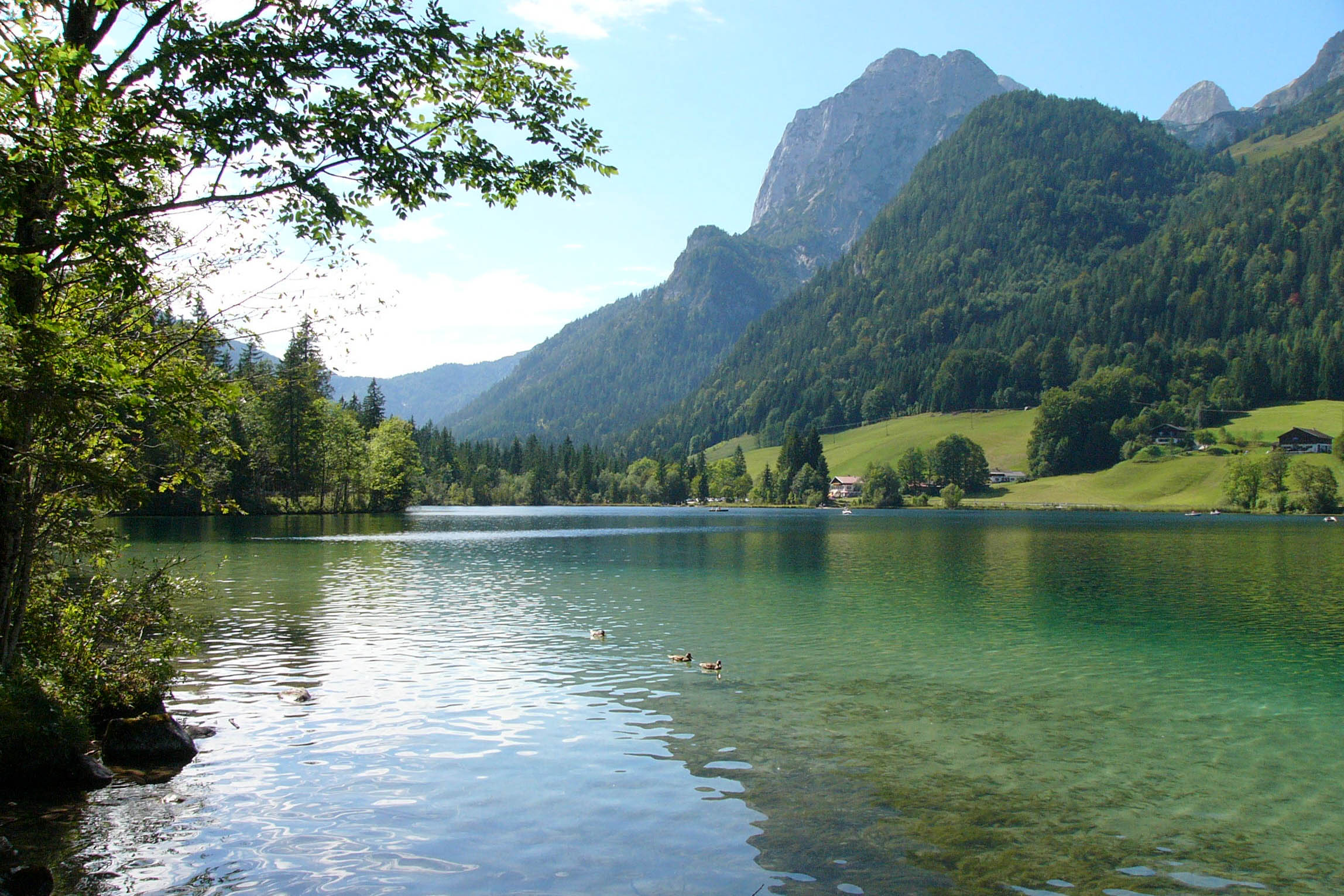
Els Alps a Baviera.

## Política i govern

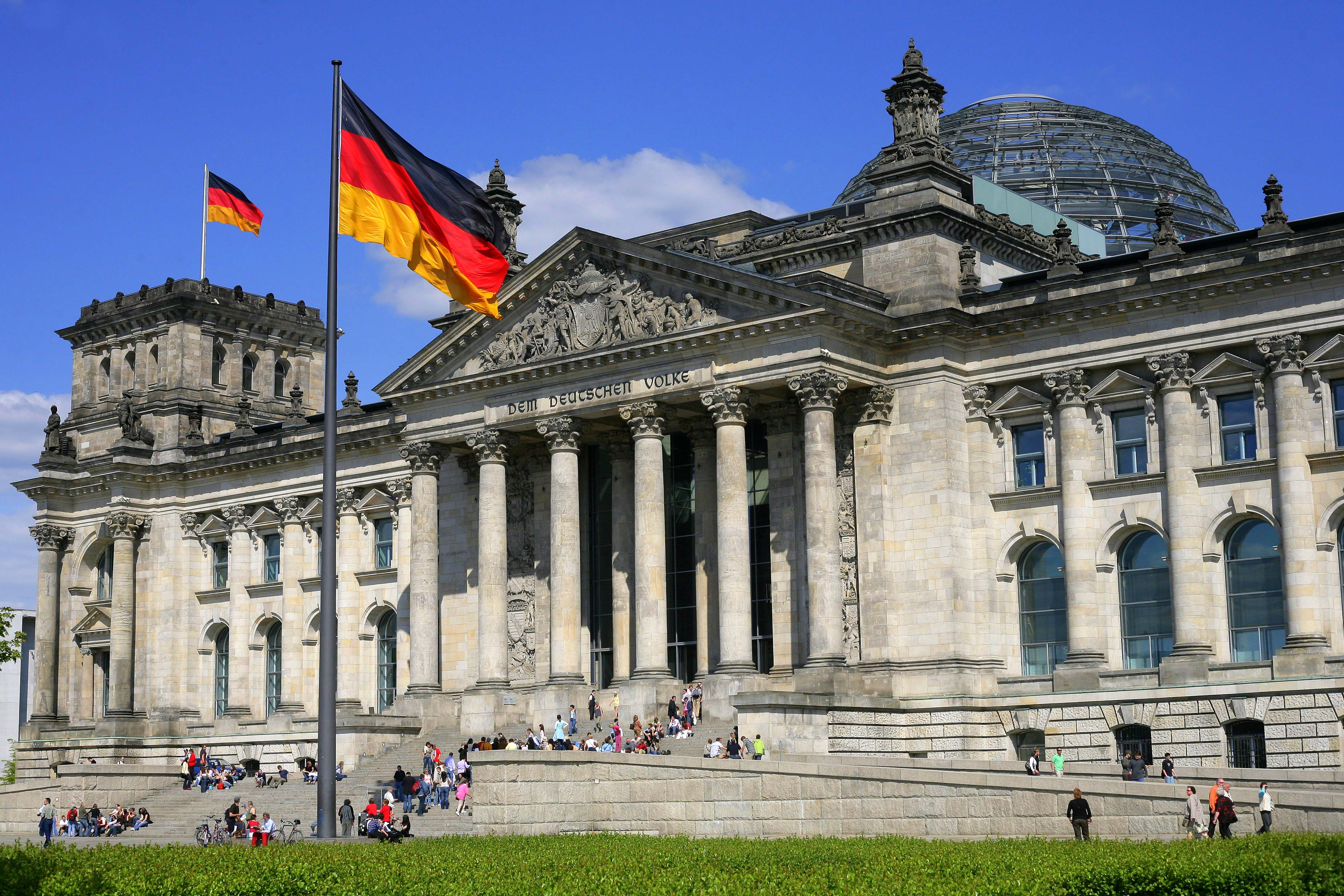
El Reichstag seu del Parlament alemany.

### Estructura política
Alemanya és una república federal, parlamentària, representativa i democràtica. El sistema polític alemany va ser establert en el document constitucional de 1949 conegut com el Grundgesetz (Llei Bàsica). Les esmenes a la Llei Bàsica requereixen una majoria de dos-terços d'ambdues cambres del Parlament, encara que els articles que garanteixen els drets fonamentals, l'Estat democràtic i el dret a resistir els intents per revocar la constitució són vàlids en perpetuïtat i no poden ser esmenats. La Llei Bàsica es va conservar en efecte, amb esmenes menors, després de la Reunificació alemanya de 1990, malgrat la intenció d'alguns polítics de reemplaçar-la amb una constitució.
El canceller, Kanzler en alemany (actualment Olaf Scholz), és el cap de govern i dirigeix el poder executiu, amb un paper similar al d'un primer ministre o president de govern. El poder legislatiu recau sobre el Parlament, que està integrat pel Bundestag (la Dieta Federal) i el Bundesrat (el Consell Federal), tots dos formant un cos legislatiu únic. Els membres del Bundestag s'elegeixen directament per mitjà d'un sistema de representació proporcional per un període de quatre anys; els membres del Bundesrat representen els governs dels setze estats federats i són membres dels gabinets estatals, els quals els designen i destitueixen en qualsevol moment. El Bundesrat —depenent de l'afer en discussió— pot guanyar la paraula en el procediment legislatiu. Ocasionalment es produeixen conflictes entre el Bundestag i el Bundesrat, creant dificultats en l'administració.

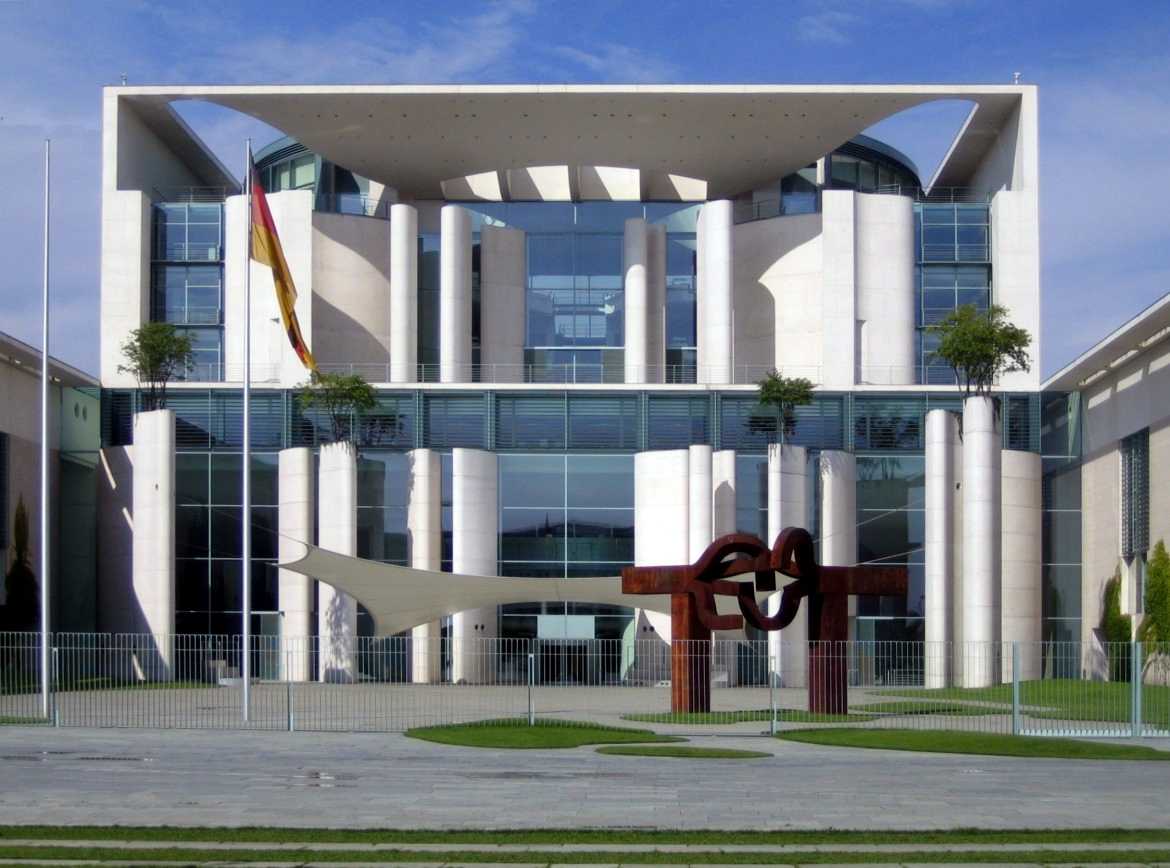
El Bundeskanzleramt ha estat la seu del Canceller Alemany des del 2001.

Des de 1949, el sistema de partits ha estat dominat per la Unió Demòcrata Cristiana i el Partit Socialdemòcrata Alemany, encara que altres partits més petits, com ara el Partit Lliure Democràtic i l'Aliança '90/Els Verds també han tingut un paper polític important.
El cap d'estat alemany és el Bundespräsident (President Federal), elegit per l'Assemblea federal, una institució integrada per membres del Bundestag i per un nombre igual de ciutadans delegats pels estats federals. El segon càrrec més alt en ordre de precedència és el President del Bundestag, electe pel Bundestag mateix, qui és responsable de la supervisió de les sessions diàries del cos legislatiu. El tercer càrrec més important és el cap de govern, el Canceller d'Alemanya, qui
 és nomenat pel President d'Alemanya i elegit pel Bundestag. Si cal, pot ser destituït per mitjà d'una moció de censura constructiva del Bundestag. L'adjectiu «constructiva» significa que el Bundestag n'elegeix el successor.
En l'àmbit de la Unió Europea, Alemanya té la representació més nombrosa al Parlament Europeu en virtut de la seva condició de país més poblat de la Unió. A més, actualment un dels vicepresidents de la Comissió Europea és alemany.
Alguns partits polítics alemanys són: CDU, SPD, CSU, Els Verds, AfD, FDP i el Linkspartei.

### Seguretat

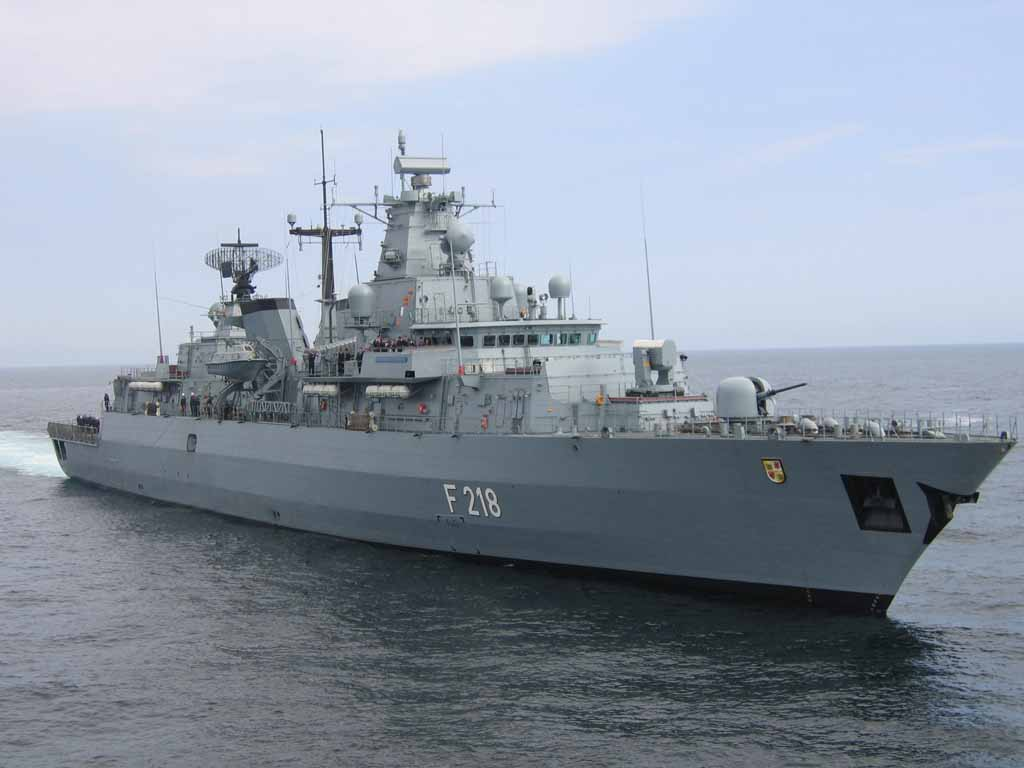
Vaixell de la Marina Alemanya.

Alemanya és membre de l'Organització del Tractat de l'Atlàntic Nord (OTAN) des de maig de 1995. Fins a la dissolució del Pacte de Varsòvia, la República Federal d'Alemanya n'era l'únic membre que compartia frontera amb dos països del bloc comunista, i per tant, l'estratègia mateixa de l'OTAN es va desenvolupar a partir de la seva vulnerabilitat.
El cos militar alemany, el Bundeswehr, és una força de defensa constituïda per l'Exèrcit Alemany (Heer), la Marina Alemanya (Marine), la Força Aèria Alemanya (Luftwaffe), els Serveis Mèdics Centrals (Zentraler Sanitätsdienst) i les branques del Servei de Suport (Streitkräftebasis). El servei militar obligatori, introduït l'any 1956, s'ha suspès l'1 de juliol de 2011. El 2003, les despeses militars constituïren l'1,5% del Producte interior brut de l'Estat. En temps de pau, el Bundeswehr és comandat pel Ministre de Defensa; en temps de guerra, i segons la constitució actual, només en casos de defensa, el canceller es converteix en el cap del Bundeswehr. L'octubre del 2006, les forces alemanyes tenien 9.000 tropes estacionades en països estrangers, com a part de les forces internacionals de pau, incloent-hi tropes a Bòsnia i Hercegovina, Kosovo, la República Democràtica del Congo i Afganistan.
Alemanya no té cap policia en l'àmbit nacional, llevat de les Forces Federals de la Frontera, encarregades dels afers i emergències externes a la jurisdicció de les policies de cada un dels estats o Länder de la federació. La policia de cada estat està encarregada de l'aplicació de la llei amb l'ús de les forces municipals. Tot i així, el govern federal pot investigar alguns afers o accions relacionades amb la seguretat interna de la república i dels crims que transcendeixen les fronteres dels estats. Les agències federals són el Servei Federal d'Intel·ligència (Bundesnachrichtendienst), amb la seu a Múnic, l'Oficina Federal per a la Protecció de la Constitució (Bundesamt für Verfassungsshutz), amb seu a Colònia, i l'Oficina Federal d'Investigació Criminal (Bundeskriminalamt), amb seu a Wiesbaden.

### Dret

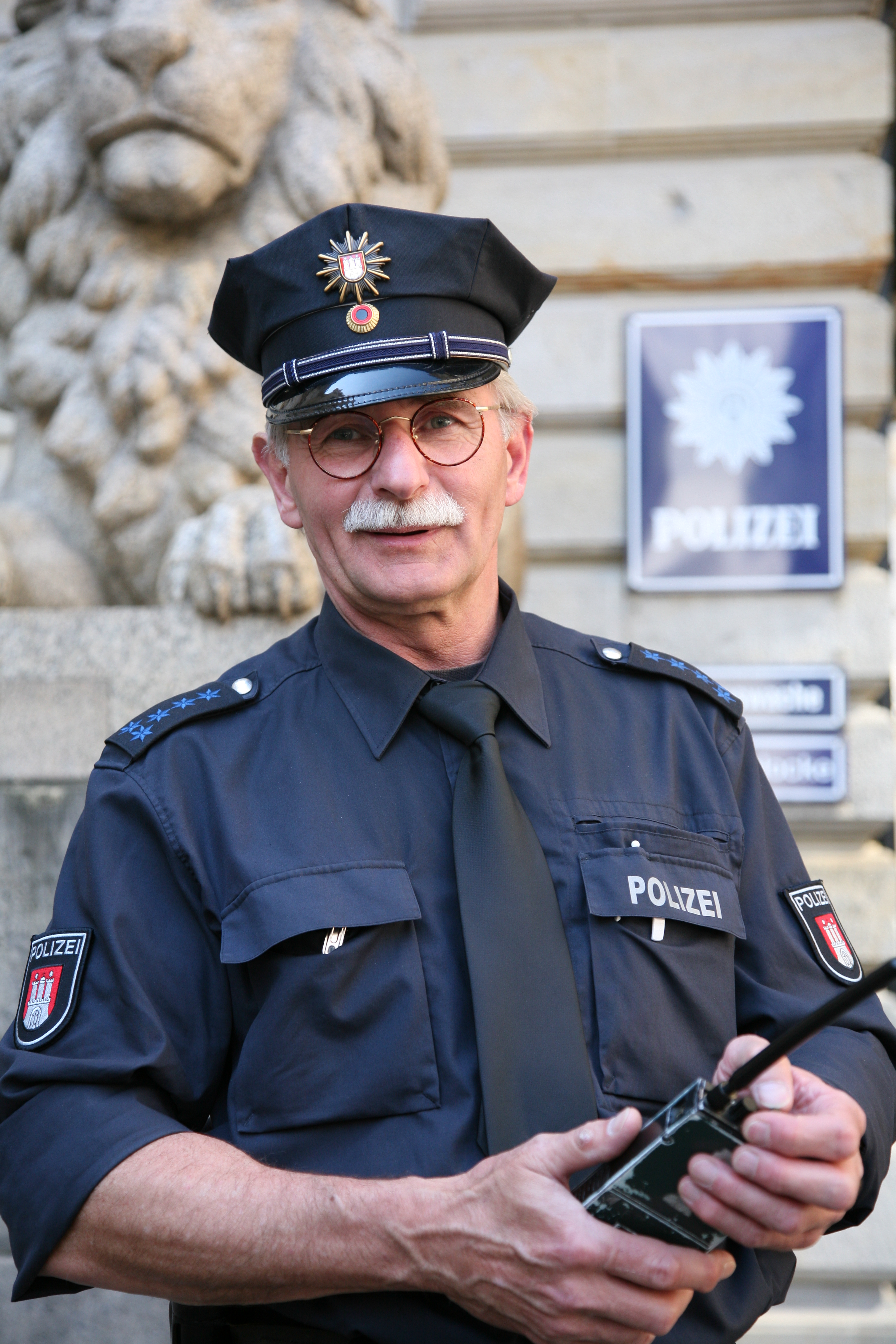
Oficial de la policia d'Hamburg.

El Tribunal de Justícia és independent del poder executiu i el legislatiu. Alemanya té un estatut civil que es basa en el dret romà amb algunes referències al dret germànic. El Bundesverfassungsgericht (Tribunal Constitucional Federal), amb seu a Karlsruhe, és el Tribunal Suprem alemany responsable d'assumptes constitucionals, amb el poder de realitzar processos de revisió judicial. Actua com l'autoritat més alta jurídica i s'assegura que les pràctiques dels poders legislatiu i judicial s'ajusten a la pràctica la Llei Fonamental per a la República Federal d'Alemanya (Llei Fonamental). Actua amb independència dels altres òrgans de l'Estat, però no pot actuar en el seu propi nom.
El sistema del tribunal suprem d'Alemanya, anomenat Oberste Gerichtshöfe des Bundes, compta amb dependències especialitzades. Per a les causes civils i penals, el tribunal d'apel·lació més alt és el Tribunal Federal de Justícia, amb seu a Karlsruhe i Leipzig. La sala és d'estil inquisitorial. Altres tribunals federals són el Tribunal Federal del Treball a Erfurt, el Tribunal Social Federal de Kassel, el Tribunal Federal d'Hisenda a Múnic i el Tribunal Administratiu Federal a Leipzig.
El dret penal i dret privat estan codificades en el pla nacional en el Strafgesetzbuch i el Bürgerliches Gesetzbuch, respectivament. El sistema penal alemany es dirigeix cap a la rehabilitació del criminal, el seu objectiu secundari és la protecció del públic en general. Para aconseguir aquest últim, el condemnat penal pot ser posat en presó preventiva (Sicherheitsverwahrung), a més de regular la pena sí que es considera una amenaça per al públic en general. El Völkerstrafgesetzbuch regula les conseqüències dels crims contra la humanitat, genocidi i crims de guerra.
El poder legislatiu està dividit entre la federació i els estats. La Llei Fonamental estipula que els estats deuen seguir les disposicions del poder legislatiu en l'àmbit estatal, llevat de casos designats per la mateixa Llei Fonamental. La llei federal preval sobre la llei de cada estat, ja que el poder legislatiu rau en el nivell federal. El Bundesrat és l'òrgan federal a través del qual els estats participen en la legislació nacional. Cada estat té els seus propis tribunals constitucionals.

### Subdivisió administrativa
Article principal: Organització territorial d'Alemanya
L'organització territorial d'Alemanya té quatre nivells bàsics:
- El govern federal, Bundesstaat o Bundesebene.
- Els estats federats, o Länder.
- Els districtes, o Kreise. (Vegeu la Llista de districtes rurals alemanys)
  - Les ciutats de més de 100.000 habitants (i algunes excepcions més) estan exemptes de formar part d'un districte, i l'ajuntament assumeix les competències dels districtes. (Vegeu la Llista de districtes urbans alemanys)
- Els municipis, o Gemeinden.

Després de la Segona Guerra Mundial, els Länder en la regió occidental del Tercer Reich es van constituir com a regions administratives primerament, i després es van unir com a federació en el Bund o la República Federal d'Alemanya. Aquest procés va ser diferent del d'Àustria, en què el Bund es va formar primerament, i després es van crear els estats individuals com a unitats del sistema federal.
L'ús del terme Länder, que literalment vol dir «països» en comptes del terme Staaten, «estats», presenta la tradició política alemanya, en què el concepte d'«Alemanya» com a entitat sempre ha existit com a confederació o com a aliança de diversos regnes i ducats independents des del segle ix. La majoria dels Länder actuals tenen els mateixos noms i ocupen gairebé els mateixos territoris que els antics països sobirans.
| ESTATS D'ALEMANYA                  | ESTATS D'ALEMANYA | ESTATS D'ALEMANYA            | ESTATS D'ALEMANYA | ESTATS D'ALEMANYA |
| Català                             | Català            | Alemany                      | Alemany           | Estats d'Alemanya |
| Estat                              | Capital           | Land                         | Hauptstadt        | Estats d'Alemanya |
| ---------------------------------- | ----------------- | ---------------------------- | ----------------- | ----------------- |
| 1 Baden-Württemberg                | Stuttgart         | Baden-Württemberg            | Stuttgart         | Estats d'Alemanya |
| 2 Baviera                          | Múnic             | (Freistaat) Bayern           | München           | Estats d'Alemanya |
| 3 Berlín                           | Berlín            | Berlin                       | Berlin            | Estats d'Alemanya |
| 4 Brandenburg                      | Potsdam           | Brandenburg                  | Potsdam           | Estats d'Alemanya |
| 5 Bremen                           | Bremen            | Freie Hansestadt Bremen      | Bremen            | Estats d'Alemanya |
| 6 Hamburg                          | Hamburg           | Freie und Hansestadt Hamburg | Hamburg           | Estats d'Alemanya |
| 7 Hessen                           | Wiesbaden         | Hessen                       | Wiesbaden         | Estats d'Alemanya |
| 8 Mecklemburg-Pomerània Occidental | Schwerin          | Mecklenburg-Vorpommern       | Schwerin          | Estats d'Alemanya |
| 9 Baixa Saxònia                    | Hannover          | Niedersachsen                | Hannover          | Estats d'Alemanya |
| 10 Rin del Nord-Westfàlia          | Düsseldorf        | Nordrhein-Westfalen          | Düsseldorf        | Estats d'Alemanya |
| 11 Renània-Palatinat               | Magúncia          | Rheinland-Pfalz              | Mainz             | Estats d'Alemanya |
| 12 Saarland                        | Saarbrücken       | Saarland                     | Saarbrücken       | Estats d'Alemanya |
| 13 Saxònia                         | Dresden           | (Freistaat) Sachsen          | Dresden           | Estats d'Alemanya |
| 14 Saxònia-Anhalt                  | Magdeburg         | Sachsen-Anhalt               | Magdeburg         | Estats d'Alemanya |
| 15 Slesvig-Holstein                | Kiel              | Schleswig-Holstein           | Kiel              | Estats d'Alemanya |
| 16 Turíngia                        | Erfurt            | (Freistaat) Thüringen        | Erfurt            | Estats d'Alemanya |

## Economia
Article principal: Economia d'Alemanya
Alemanya és una de les economies de mercat més desenvolupades del món. És la tercera economia més gran del món, en termes del Producte Intern Brut calculat basant-se en les taxes de canvi euro-dòlar, i la cinquena basant-se en la paritat de poder adquisitiu. És l'economia més gran d'Europa. L'acompliment recent, però, no ha estat dinàmic, i l'economia alemanya ha estat marcada per la seva vulnerabilitat als xocs externs, als problemes estructurals interns, i les dificultats relacionades amb la Reunificació alemanya.
A causa de la crisi econòmica de finals de la dècada del 2000, Alemanya va aprovar en juny del 2010 el pla d'austeritat més sever des de la Segona Guerra Mundial amb l'objectiu d'estalviar 80.000 milions d'euros.

### Indicadors econòmics

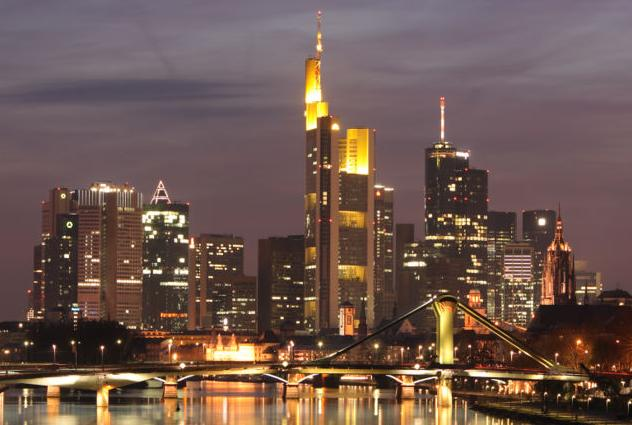
Frankfurt, centre financer.

Durant la Segona Guerra Mundial es va destruir bona part de la infraestructura del país. Amb els esforços de reconstrucció que van seguir al fi de la guerra, la indústria i amb això l'economia del país es van desenvolupar ràpidament, donant lloc al fenomen històric conegut com a «miracle alemany». La qualitat dels productes alemanys mai no va perdre el seu renom en l'àmbit mundial, i la nació es va imposar en menys d'una dècada com a primera potència econòmica d'Europa, posició que conserva fins avui. Alemanya és focus de riquesa i això es reflecteix en la creixent economia del centre d'Europa. Amb una infraestructura de carreteres àmplies i un bon nivell de vida, Alemanya és un dels països més industrialitzats del món.
Alemanya és l'economia més gran d'Europa i la tercera més gran del món segons el seu Producte interior brut (PIB). L'economia va créixer 2,8% el 2006, i espera un creixement similar els pròxims anys. Des de l'era de la industrialització el país ha estat un motor, innovador i beneficiari de l'economia global. Alemanya és la primera potència exportadora de l'ón amb 1.333 bilions de dòlars de béns exportats el 2006, incloent-hi les exportacions als països de la zona euro, i genera un superàvit de 165.000 milions d'euros. El sector terciari contribueix amb el 70% del PIB, la indústria amb el 29,1% i l'agricultura amb el 0,9%. La majoria dels productes de l'Estat són productes d'enginyeria, principalment automòbils, maquinària, metalls i químics. Alemanya és el primer productor mundial de turbines de vent i d'equip d'energia solar. Les fires i congressos de comerç internacional més grans del món es realitzen a Alemanya, a les ciutats de Hannover, Frankfurt i Berlín.
De les empreses més grans que cotitzen en borses, 37 són alemanyes. Les deu més grans són Daimler, Volkswagen, Allianz, Siemens, Deutsche Bank, E.ON, Deutsche Post, Deutsche Telekom, Metro i BASF.
Alemanya advoca per una integració econòmica i política major per a Europa, i les seves polítiques comercials són cada vegada més, determinades pels acords entre els membres de la Unió Europea. Alemanya fa ús de la moneda única europea, l'euro i la seva política monetària és establerta pel Banc Central Europeu, la seu del qual és a Frankfurt. Després de la Reunificació alemanya el 1990, l'estàndard de vida i la renda anual encara és major a l'oest del país. La modernització i integració d'Alemanya Oriental encara està en procés, que s'espera que acabi el 2019, amb transferències monetàries anuals de l'oest a l'est estimades en 80.000 milions de dòlars. La taxa d'atur ha disminuït constantment des del 2005, i va a arribar a un mínim que no s'havia vist des de fa 14 anys, del 8,1%. L'últim govern del canceller Gerhard Schröder va implementar una sèrie de reformes extenses del mercat laboral i de les institucions de benestar. El govern actual ha mantingut una política fiscal restrictiva, va reduir el nombre d'empleats del sector públic per tal d'aconseguir un pressupost balancejat el 2008.

### Infraestructura

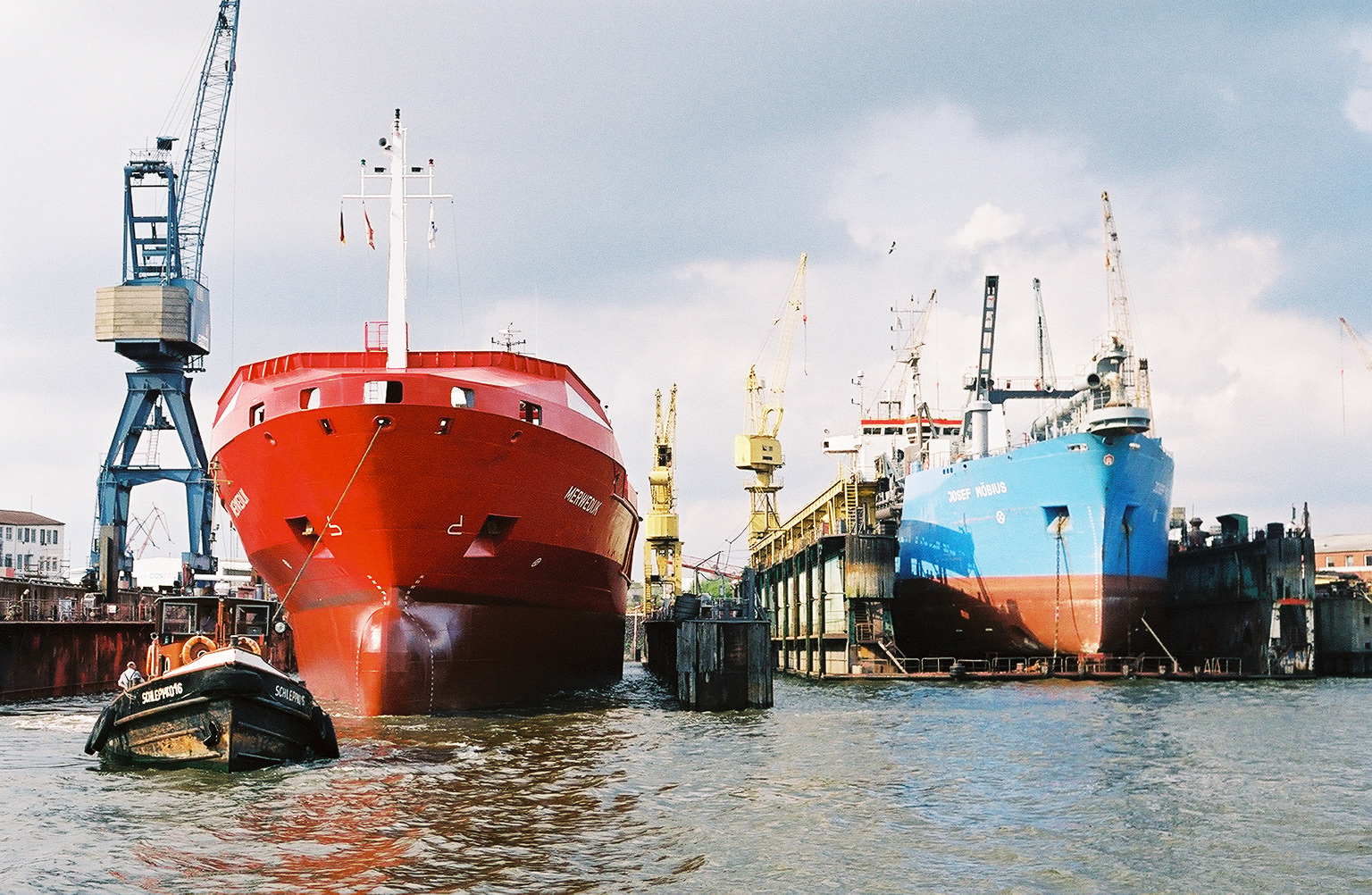
El port d'Hamburg és el segon port més gran d'Europa i el novè més gran del món.

El 2002, Alemanya fou el quint consumidor més gran d'energia, i dos-terços de la seva energia primària es va importar. El mateix any, Alemanya va ser el consumidor més gran d'electricitat d'Europa; el consum d'electricitat de l'any va ser de 512.900 milions de quilowatts-hores. La política del govern emfatitza la conservació i el desenvolupament de fonts d'energia renovable, com ara l'energia solar, l'energia eòlica, la biomassa, l'energia hidràulica i l'energia geotèrmica. Com a resultat de les polítiques de conservació d'energia, l'eficiència energètica—la quantitat d'energia requerida per a produir una unitat de Producte interior brut—ha millorat des del començament de la dècada de 1970. El govern s'ha posat com a meta proveir la meitat de les demandes energètiques amb fonts renovables el 2050. El 2000, el govern i la indústria d'energia nuclear d'Alemanya van acordar eliminar les plantes nuclears el 2021. Tanmateix, l'energia renovable encara té un paper modest en el consum d'energia. El 2006, el consum d'energia es va satisfer amb les següents fonts: petroli (35,7%), carbó, incloent-hi lignit (23,9%), gas natural (22,8%), nuclear (12,6%), hidràulica i eòlica (1,3%), altres (3,7%).
Amb una posició cèntrica a Europa, Alemanya és un centre de transportació important, amb una xarxa de transportació densa i moderna. La xarxa d'autopistes (Bundesautobahn) és la tercera més extensa del món. Alemanya també ha establert una xarxa policèntrica de trens d'alta velocitat. El InterCityExpress (ICE) connecta les ciutats més importants d'Alemanya i algunes ciutats dels Estats veïns. La velocitat del tren varia de 160 a 300 km/h i és el més avançat del Deutsche Bahn.

## Geografia humana i societat

### Demografia

Població de 1950 al 2020. Abans del 1990 es combinen les dues xifres de l'RFA i l'RDA.

Amb més de 82 milions d'habitants, Alemanya és l'Estat més poblat de la Unió Europa. Tanmateix, la seva taxa de fecunditat, d'1,39 nens per mare, és una de les més baixes del món, i les estadístiques oficials estimen que la població decreixerà a 69 o 74 milions per al 2050 (69 suposant una taxa neta de migració de 100.000 persones a l'any; 74 milions suposant una taxa neta de migració de 200.000 a l'any). Chemnitz és considerada la ciutat amb la taxa de natalitat més baixa del món. Alemanya té un gran nombre de ciutats grans; les més poblades són Berlín, Hamburg, Múnic, Colònia, Frankfurt i Stuttgart. La conurbació més gran del país (i d'Europa) és la regió del Rhine-Ruhr, al nord-oest, amb gairebé 11 milions d'habitants, i que inclou les ciutats de Düsseldorf, Colònia, Essen, Dortmund, Duisburg i Bochum.
Des de desembre del 2004, al voltant de set milions d'estrangers s'han registrat a Alemanya, i el 19% dels residents de l'Estat són d'origen estranger totalment o parcialment. El grup més gran (2,3 milions). prové de Turquia, i la resta principalment d'Itàlia, Sèrbia, Grècia, Polònia i Croàcia.
En el Report de l'Estat de la Població Mundial del 2006, les Nacions Unides reporten que Alemanya té el tercer percentatge més gran d'immigrants internacionals del món, amb el 5% o 10 milions dels 191 immigrants del món. Com a conseqüència de les restriccions a les polítiques migratòries, el nombre d'immigrants a la recerca d'asil polític es va reduir constantment des del 2000.; tot i que s'ha incrementat des de 2010 arran conflictes a l'Orient Mitjà (concretament Siria i Irak).

### Etnografia
Els alemanys, com a grup ètnic, i atesos els canvis constants en llur territori, es van relacionar amb altres pobles des de temps antics. Per exemple, van entrar en contacte amb els celtes i els eslaus, dels quals van adoptar els noms de rius i muntanyes, i alguns cognoms; de fet es creu que els noms del Rin, el Danubi i el Neckar són d'origen celta. Alemanya també va rebre un gran nombre d'immigrants francesos hugonots fugint de la persecució religiosa durant el segle xvi així com polonesos durant el segle xix. La minoria més gran, abans de l'Holocaust, eren els jueus. En l'actualitat la població d'origen eslau s'estima entre 30.000 i 100.000. Una minoria nombrosa són els turcs que hi van immigrar des de la dècada de 1950 per mitjà del programa de «treballadors convidats» (Gastarbaiter) del govern. Al començament del segle xix s'estima que el 10% de la població alemanya és estrangera. S'estima també que hi ha 30.000 danesos, 200.000 sòrabs i 40.000 gitanos.

### Llengua
La llengua oficial de l'Estat és l'alemany, del qual hi ha diverses divisions dialectals de les diverses regions ètniques i culturals del territori, sobretot a les àrees rurals. Les tres divisions dialectals més grans de l'alemany —que coincideixen amb tres regions topogràfiques definides— són el baix alemany, l'alemany central i l'alt alemany. Tot i així, el danès, el baix alemany, el romaní i el frisó són reconeguts i protegits oficialment per la Carta europea de les llengües regionals o minoritàries.

### Religió

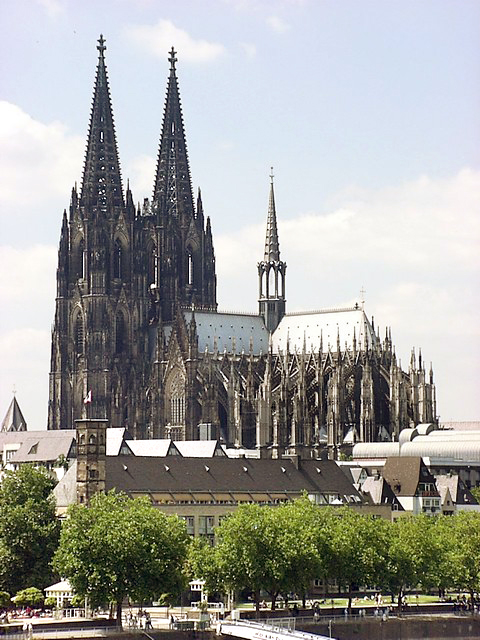
La Catedral de Colònia.

Els protestants (concentrats al nord i a l'est) i els catòlics (concentrats al sud i a l'oest) representen el 62% de la població alemanya, el 31% per cada grup. En total, 55 milions de persones pertanyen oficialment a una denominació cristiana. El grup de persones no religioses, incloent-hi els ateus i agnòstics agrupen al 28,5% de la població total, especialment en la regió de l'exRDA. Prop de 3 milions musulmans viuen a Alemanya, principalment de Turquia. L'1,7% de la població declara ser cristiana ortodoxa, la majoria de Sèrbia i Grècia.
Alemanya té el tercer nombre més gran de població jueva del món. El 2004 més del doble de jueus de l'exUnió Soviètica van emigrar a Alemanya que no pas a Israel; la població jueva d'aquell any era de 200.000 persones, molt superior als 30.000 abans de la reunificació.

### Educació
La responsabilitat de l'educació alemanya és prerrogativa dels Länder amb un paper petit del govern central. L'educació de kindergarten no obligatòria s'ofereix per als nens entre els tres i els sis anys, i després l'educació és obligatòria pels següents 10 anys. L'educació primària té una duració de quatre anys sense cap tipus d'estratificació. Per contra l'educació secundària és estratificada en quatre tipus d'escoles depenent de l'habilitat de l'estudiant segons les recomanacions dels seus instructors: el gimnàs prepara als nens més dotats per als estudis universitaris i té una duració de vuit o nou anys, depenent del Land; el Realschule té un èmfasi més ample per als estudiants intermedis i té una duració de només sis anys; el Hauptschule prepara els estudiants per a l'educació vocacional i el Gesamtschule o escola ampla combina les tres anteriors.

### Sanitat i benestar social
Alemanya fou un Estat pioner en l'establiment dels beneficis de benestar social: el govern imperial de finals del segle xix va ser el primer a proveir als ciutadans d'assegurances de sanitat i d'accidents. El sistema de seguretat i benestar social d'Alemanya ha estat, al llarg de la històrica, un model per als models dels altres països.

## Cultura i oci
Alemanya sovint és considerada Das Land der Dichter und Denker (la terra dels poetes i els pensadors). La cultura alemanya va florir molt abans de la conformació d'Alemanya com a Estat i s'estenia per tots els països de parla alemanya. Des de les seves arrels, la cultura alemanya ha estat influïda pels corrents intel·lectuals i populars d'Europa, tant religiosos com seculars. Com a resultat, és difícil identificar una tradició alemanya separada de l'estructura de la cultura europea. Per les circumstàncies territorials i polítiques de l'època, alguns personatges històrics importants com ara Wolfgang Amadeus Mozart, Franz Kafka i Paul Celan tot i que no eren ciutadans d'alemanya en el sentit modern, van pertànyer a l'ambient cultural alemany.

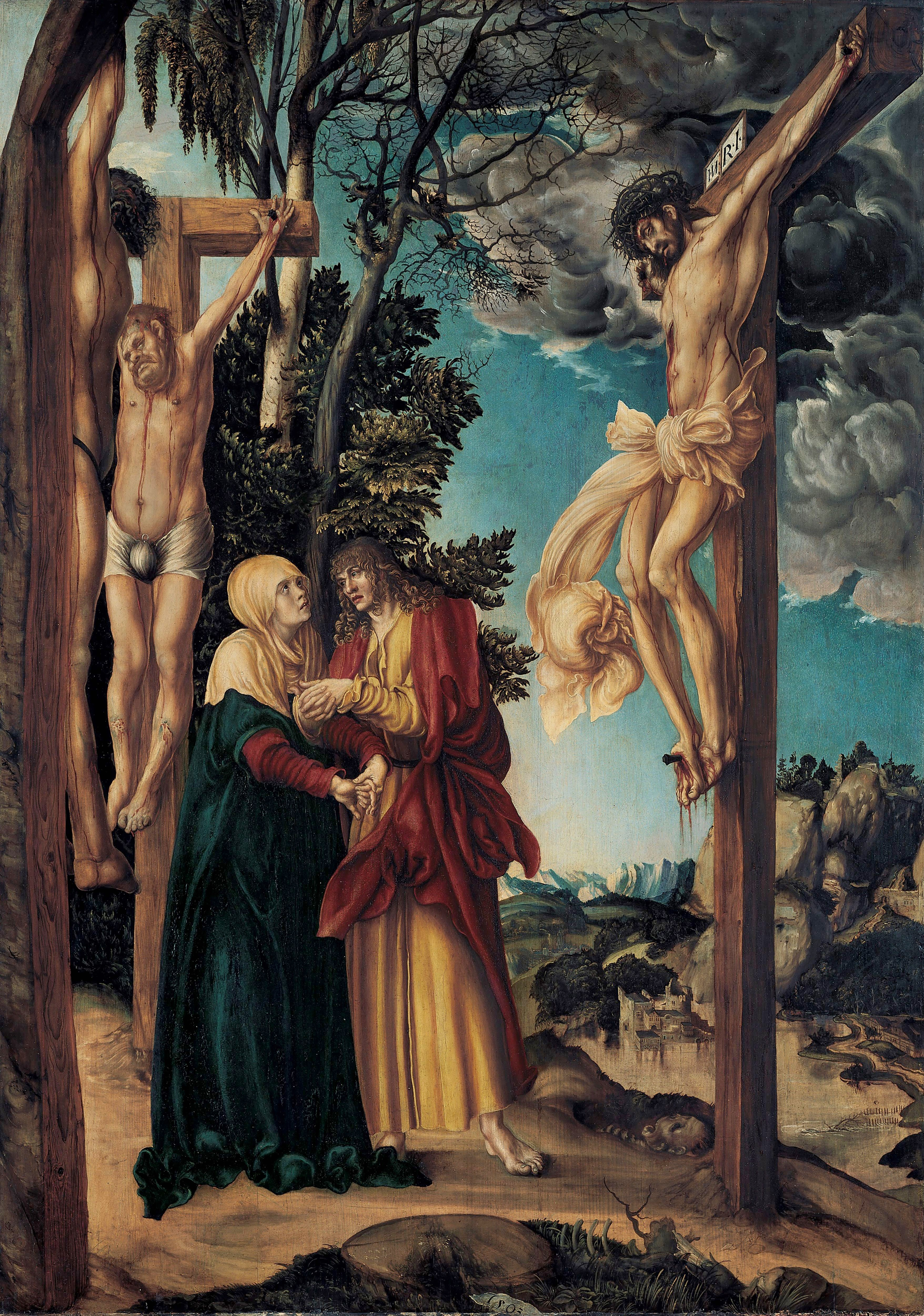
Kreuzigung Christi (Català: «Crucifixió de Crist») de Lucas Cranach el Vell, 1503.

Alemanya va ser la llar d'alguns dels compositors de música clàssica més reconeguts, incloent-hi Ludwig van Beethoven, Johann Sebastian Bach, Johannes Brahms i Richard Wagner. Nombrosos pintors alemanys han gaudit de prestigi internacional a través de llurs obres en diversos corrents artístics. Hans Holbein el Jove, Matthias Grünewald, i Albrecht Dürer foren artistes importants del renaixement; Caspar David Friedrich, del romanticisme, i Max Ernst del surrealisme. Les contribucions arquitectòniques d'Alemanya inclouen l'arquitectura carolíngia i l'arquitectura ottoniana, precursores importants de l'arquitectura romànica. Altres estils s'hi van desenvolupar, com ara l'arquitectura gòtica, l'arquitectura renaixentista i l'arquitectura barroca. Alemanya va ser un catalitzador important de l'arquitectura moderna, especialment a través del moviment del Bauhaus, fundat per Walter Gropius. Ludwig Mies van der Rohe va esdevenir un dels arquitectes més reconeguts de la segona meitat del segle xx; els gratacels amb façanes de cristall foren idea seva.

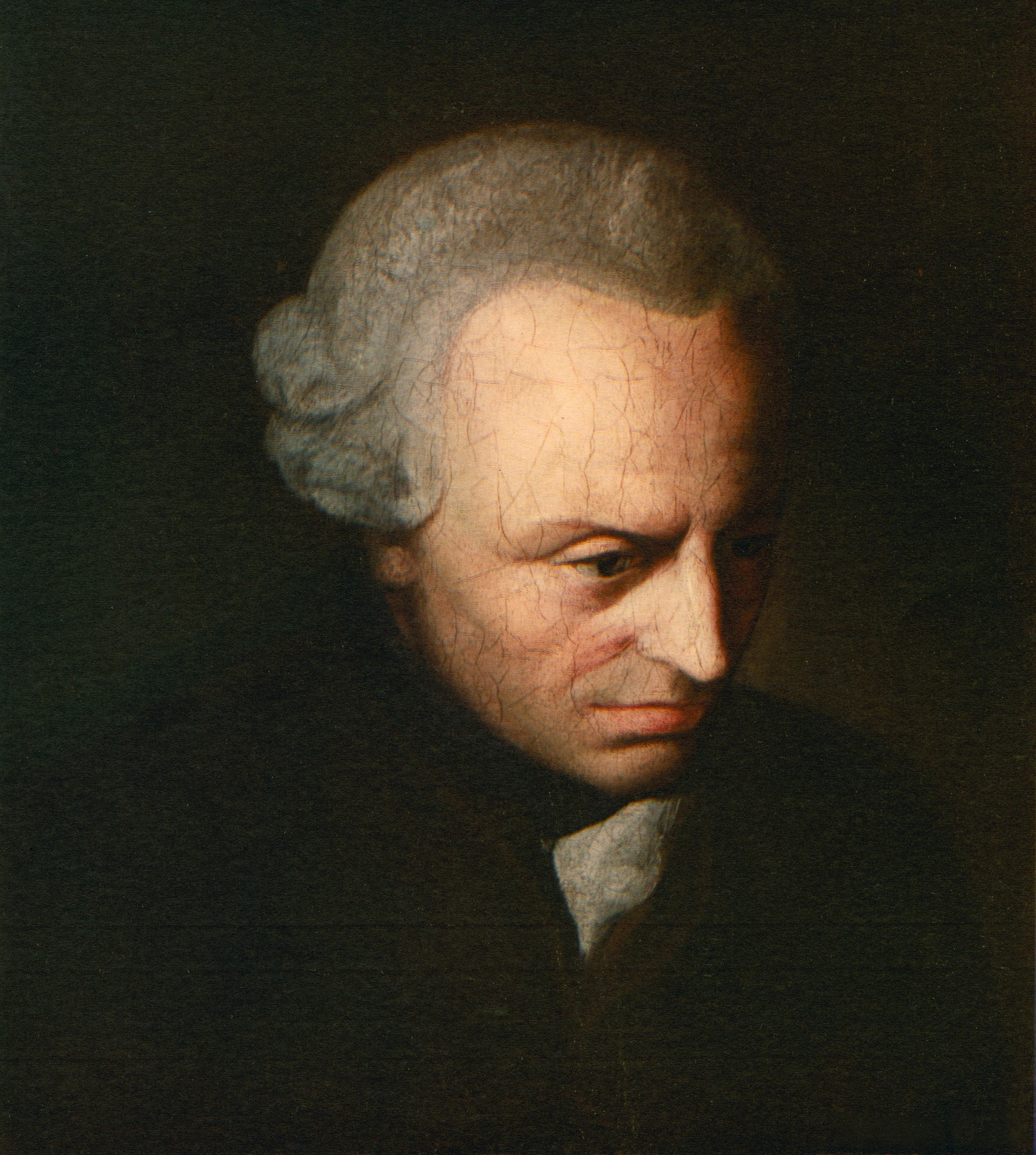
Immanuel Kant (1724–1804), filòsof.

La literatura alemanya comença durant l'edat mitjana amb les obres de diversos escriptors com ara Walther von der Vogelweide i Wolfram von Eschenbach. Diversos autors i poetes alemanys també són reconeguts, com ara Johann Wolfgang von Goethe i Friedrich Schiller. La col·lecció d'obres dels germans Grimm van popularitzar el folklore alemany en l'àmbit internacional. Alguns autors importants del segle xx són Thomas Mann, Berthold Brecht, Hermann Hesse, Heinrich Böll, i Günter Grass. Dels escriptors més aviat actuals hi ha la Cornelia Funke, en Michael Ende, la Josephine Siebe, la Mira Lobe i d'altres.
La contribució alemanya a la filosofia ha estat molt significativa des de l'edat mitjana. Les contribucions de Gottfried Leibniz al racionalisme, les contribucions d'Immanuel Kant, Georg Wilhelm Friedrich Hegel, Friedrich Wilhelm Jospeh Schelling i Johann Gottlieb Fichte a l'establiment de l'idealisme alemany, les formulacions de la teoria comunista de Karl Marx i Friedrich Engels, les composicions d'Arthur Schopenhauer al pessimisme metafísic, el desenvolupament del perspectivisme de Friedrich Nietzsche, les obres sobre l'ésser de Martin Heidegger i les teories socials de Jürgen Habermas van ser molt significatives en la història de la filosofia.

## Història
Article principal: Història d'Alemanya

### Les tribus germàniques
Article principal: Germànics
Els historiadors suggereixen que l'etnogènesi dels pobles germànics va ocórrer en algun moment entre l'Edat de Bronze Nòrdica i l'Era de Ferro Preromana. Des del sud d'Escandinàvia i el nord d'Alemanya, les tribus van començar a emigrar i estendre llur territori cap al sud, est i oest durant el primer segle aC, entrant en contacte amb les tribus celtes de Gàl·lia, i els pobles iranians del Bàltic, i les tribus eslaves d'Europa oriental. Se sap molt poc sobre la història antiga dels pobles germànics, llevat de llurs interaccions amb l'Imperi Romà, de la recerca etimològica i dels descobriments arqueològics.

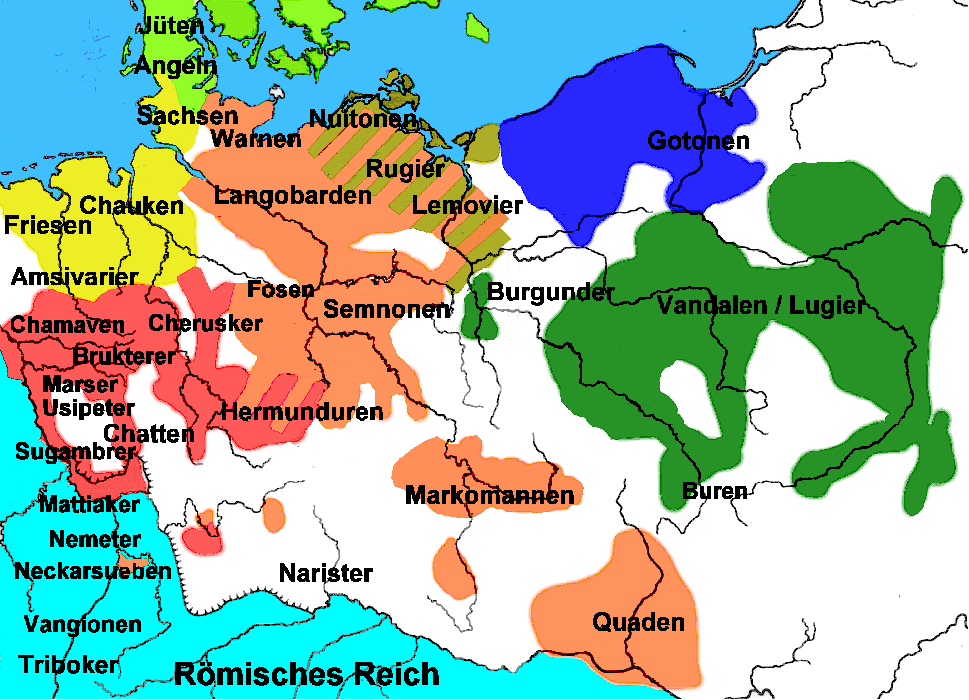
Tribus germàniques el 50 dC, sense incloure-hi Escandinàvia.

Sota l'emperador August, el general romà Publi Quintili Var va començar a envair la Germània, terme utilitzat pels romans que corresponia als territoris des del Rin cap als Urals. Va ser en aquest període que les tribus germàniques es van familiaritzar amb les tàctiques de guerra romanes i alhora mantenint llur identitat tribal. El 9 dC les legions romanes encapçalades per Var van ser derrotades pel líder querusc Armini, en la batalla del bosc de Teutoburg. El territori de l'Alemanya moderna, per tant, va quedar fora de l'Imperi Romà. El 100 dC, durant el temps de l'escriptura del llibre Germania de Tàcit, les tribus germàniques es van establir als costats del Rin i el Danubi (les Limes Germanicus), ocupant la major part de l'àrea de l'Alemanya contemporània. En el segle iii van emergir un gran nombre de tribus germàniques occidentals: els alamans, els francs, els cats, els saxons, els frisis, els sicambres i els turingis. Cap al 260, les tribus germàniques van sortir de la frontera de les Limes Germanicus ocupant els territoris romans.
Després de la caiguda de l'imperi Romà d'Occident, els francs van crear un imperi sota la dinastia merovíngia i hi van subjugar les altres tribus germàniques. Suàbia va esdevenir un ducat depenent de l'imperi Franc el 496, després de la batalla de Tolbiac. El rei Clotar I va governar la major part del que en l'actualitat és Alemanya, i va enviar expedicions cap a la Saxònia, mentre que el sud-est de l'actual Alemanya encara es trobava sota la influència dels ostrogots. El 531 els saxons i els francs van destruir el Regne de Turíngia. Els saxons van habitar l'àrea al sud del riu Unstrut. Durant la partició de l'Imperi Franc, llurs territoris germànics eren part d'Austràsia. El 718, el majordom de palau franc Carles Martell va començar una nova guerra contra Saxònia el 743, ja que els saxons havien donat suport al duc Odiló de Baviera. El 751 Pipí III, majordom de palau, sota el rei merovingi, va assumir el títol de rei ell mateix i va ser ungit per l'Església. Els reis francs eren, a partir de llavors, els protectors del papa. Carlemany va començar una sèrie de campanyes militars llargues en contra dels rivals pagans, els saxons i els àvars. Els saxons i els avars van ser derrotats i forçats a convertir-se al final de les Guerres saxones (772-804) i llurs terres van ser annexades a l'imperi Carolingi.

### El Sacre Imperi Romanogermànic
Article principal: Sacre Imperi Romanogermànic

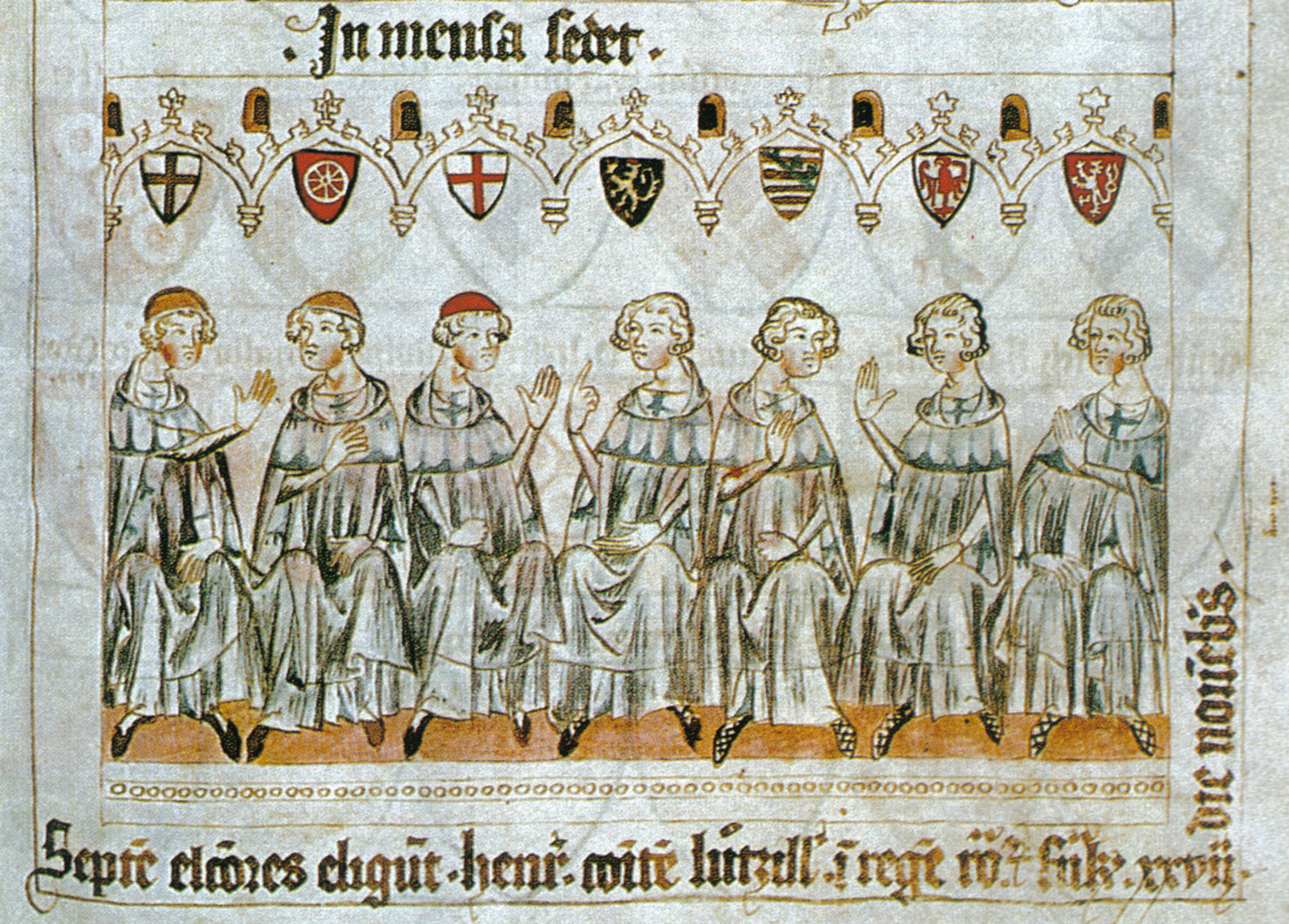
Príncep elector del Sacre Imperi Romà, pergamí de 1341.

El Sacre Imperi Romanogermànic es va originar a partir de la divisió de l'Imperi Carolingi el 843, fundat per Carlemany el 25 de desembre, 800 i va existir, sota diverses formes fins al 1806. El seu territori s'estenia des del riu Eider al nord a la mar Mediterrània al sud. Sovint conegut com el Sacre Imperi Romà (o l'Imperi Antic), va ser oficialment anomenat el Sacre Imperi Romà de la Nació Germànica (Sacrum Romanum Imperium Nationis Germanicæ) des del 1448, per a ajustar el títol al seu aleshores reduït territori.
Sota el regnat dels emperadors otonians (919-1024), els ducats «arrel» de Lorena, Saxònia, Francònia, Suàbia, Turíngia i Baviera es van consolidar i el rei germànic va ser coronat com a «Sacre emperador romà» d'aquestes regions el 962. Sota el regnat dels emperadors sàlics (1024-1125), el Sacre Imperi Romà va absorbir el nord d'Itàlia i la Borgonya, tot i que els emperadors van perdre el poder després de la Querella de les investidures. Sota la dinastia de Hohenstaufen (1138-1254), els prínceps germànics van augmentar llur influència al sud i a l'est sobre els territoris habitats pels eslaus. Les viles germàniques del nord van prosperar com a membres de la Lliga Hanseàtica.

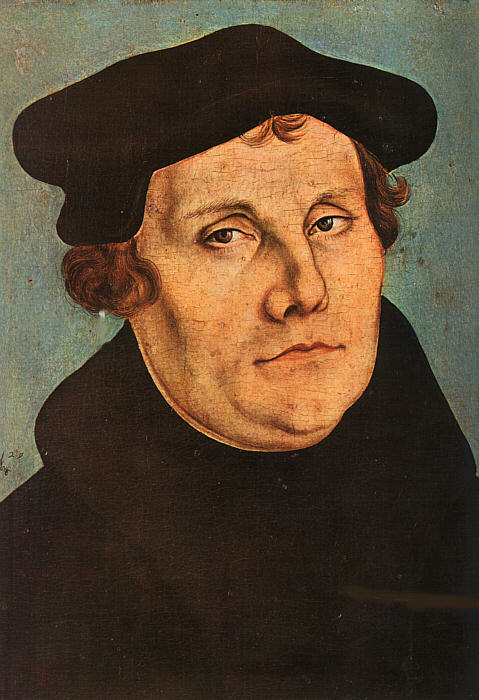
Martí Luter, 1529.

L'edicte de la Butlla d'Or el 1356, va servir de constitució bàsica de l'imperi fins a la seva dissolució. Aquest edicte codificava l'elecció de l'emperador pels set prínceps-electors que governaven alguns dels principats i arquebisbats més poderosos. A partir del segle xv els emperadors eren elegits exclusivament de la dinastia dels Habsburg d'Àustria.
El religiós Martí Luter va escriure les seves 95 tesis, qüestionant l'Església Catòlica Romana el 1517, començant així la Reforma Protestant. Amb el temps es va reconèixer una església luterana separada com a nova religió oficial de molts dels estats germànics després del 1530. El conflicte religiós va dur a la Guerra dels Trents Anys (1618-1648) que va devastar les terres alemanyes. La Pau de Westfàlia va posar fi a la guerra religiosa entre els estats germànics, però l'imperi va ser dividit, de facto, en nombrosos principats independents. A partir de 1740, el dualisme entre el monarca austríac i el Regne de Prússia va caracteritzar la història alemanya. El 1806, l'Imperi va ser dissolt com a resultat de les Guerres napoleòniques.

### Restauració i revolució
Després de la caiguda de Napoleó Bonaparte, el Congrés de Viena, reunit el 1814, va fundar la Confederació Alemanya (Deutscher Bund), una lliga dèbil de 39 estats sobirans. Els desacords amb les polítiques de restauració europees van propiciar els moviments liberals alemanys que demanaven unitat i llibertat. Tanmateix, aquests moviments van ser corresposts amb noves mesures de repressió de Klemens Wenzel von Metternich. El Zollverein, una unió duanera, va propiciar la unitat econòmica entre els estats alemanys. Durant aquest període molts alemanys van ser motivats pels ideals de la Revolució Francesa, i el nacionalisme va esdevenir el moviment més dominant, sobretot entre els intel·lectuals joves. Per primera vegada, els colors negre, vermell i daurat van ser triats per representar el moviment, colors que més tard esdevindrien la Bandera d'Alemanya.

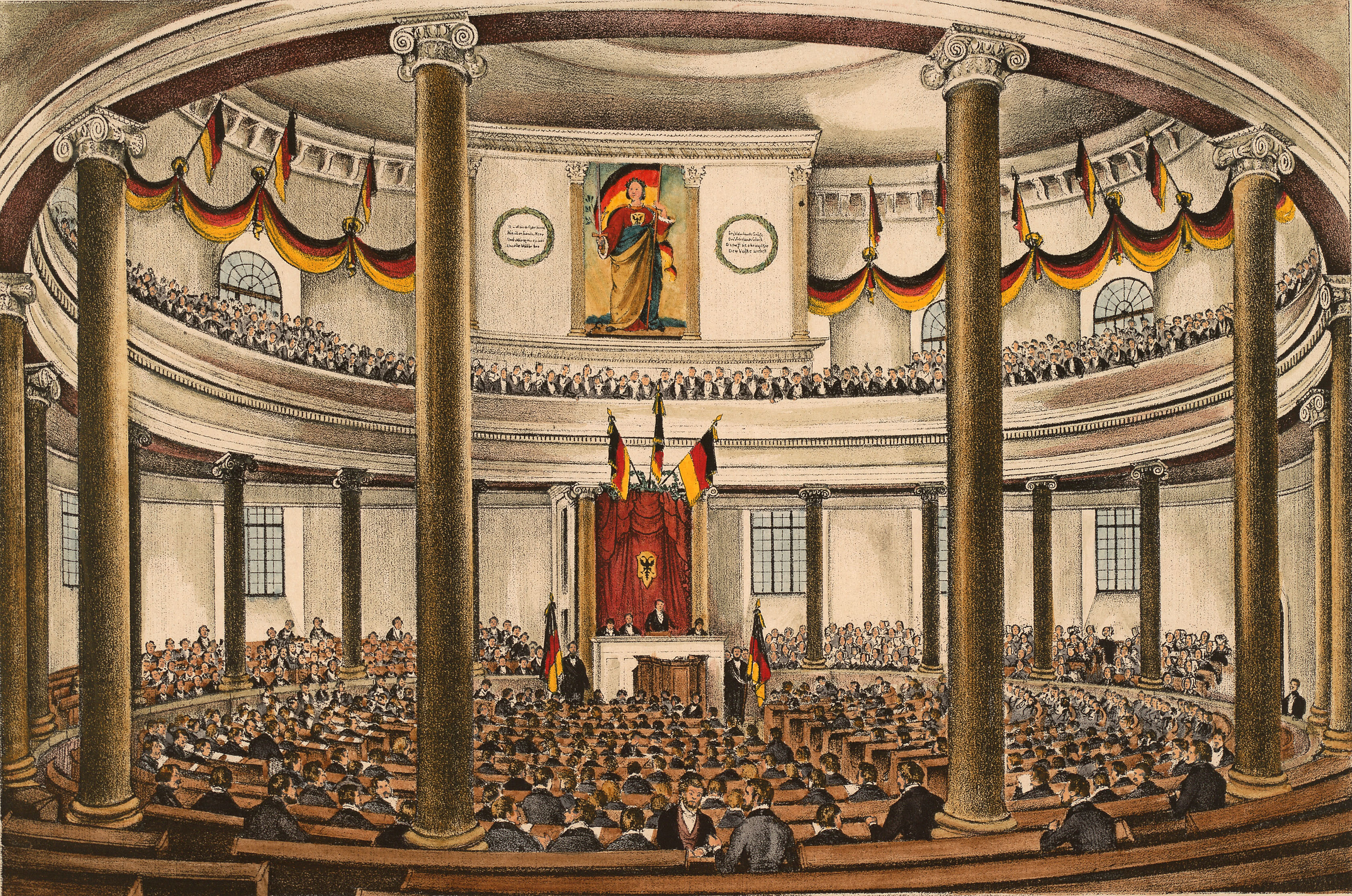
Parlament de Frankfurt el 1848.

Durant la sèrie de moviments revolucionaris d'Europa, que van establir reeixidament una república francesa, els intel·lectuals i els comuners van començar una revolució en els estats alemanys el 1848. Els monarques van cedir, al començament, a les demandes liberals dels revolucionaris. Van proposar el títol d'emperador a Frederic Guillem IV de Prússia, però amb una pèrdua de poder, per la qual cosa va rebutjar la corona i la constitució proposada. El conflicte entre Guillem I de Prússia i el parlament, cada vegada més liberal, va esclatar en les discussions sobre les reformes militars el 1862, i el rei va designar Otto von Bismarck com a nou primer ministre de Prússia. Bismarck va lliurar reeixidament la Segona Guerra de Schleswig contra Dinamarca el 1864. La victòria prussiana en la Guerra Austro-prussiana de 1866 va permetre-li crear la Confederació Alemanya del Nord (Norddeutscher Bund) excloent l'Àustria que abans era l'estat germànic dominant, dels afers de la resta dels estats germànics.

### Imperi Alemany (1871-1918)
Article principal: Imperi Alemany

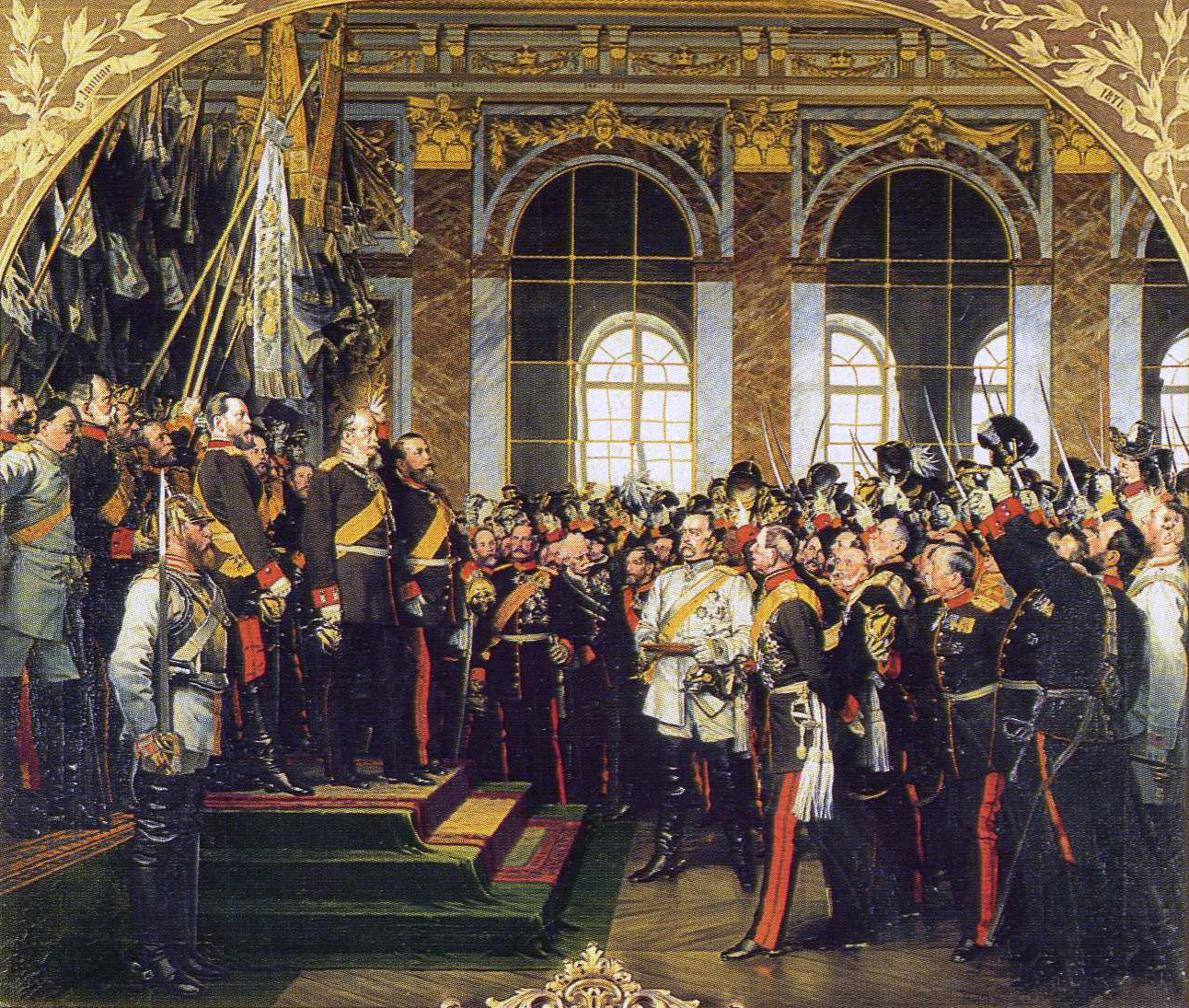
Fundació de l'Alemanya moderna a Versalles, França, 1871. Bismarck és al centre amb un uniforme blanc.

L'Estat conegut com a «Alemanya» es va unificar com a estat nació moderna el 1871, amb la creació de l'imperi Alemany, en què el Regne de Prússia n'era el membre més gran.
Després de la derrota francesa en la Guerra francoprussiana, l'Imperi Alemany (Deutsches Kaiserreich) va ser proclamat al Palau de Versalles el 18 de gener, 1871. La dinastia dels Hohenzollern de Prússia va regnar en el nou imperi, la capital del qual era Berlín. L'imperi va néixer com la unificació dels diversos estats alemanys llevat d'Àustria (Kleindeutsche Lösung o Kleindeutschland, l'«Alemanya Petita»). A partir de 1884, Alemanya va començar a establir diverses colònies fora d'Europa.
En el període de Gründerzeit que va seguir la unificació d'Alemanya, la política exterior de l'emperador Guillem I va afermar la posició alemanya forjant aliances i aïllant França per mitjà de la diplomàcia sense recórrer a la guerra. Sota el regnat de Guillem II, tanmateix, i a causa del nacionalisme de l'època, Alemanya va entrar en conflicte amb els seus veïns. La majoria de les aliances anteriors no es van renovar i les noves aliances ara excloïen l'Imperi. Específicament, França va establir noves relacions en signar el Entente Cordiale amb el Regne Unit i establint relacions amb l'imperi Rus. Llevat dels seus contactes amb Àustria-Hongria, Alemanya va quedar cada vegada més aïllada.

Imperi Alemany, amb el Regne de Prússia en blau.

L'imperialisme alemany, com altres potències d'Europa, va reclamar porcions de l'Àfrica. La Conferència de Berlín va dividir Àfrica entre les potències europees. La tensió sobre la possessió d'aquest continent va produir gran tensió entre elles que possiblement va contribuir a les condicions que durien a la Primera Guerra Mundial.
L'assassinat de l'arxiduc Francesc Ferran d'Àustria el 28 de juny, 1914 va desencadenar la Primera Guerra Mundial. Alemanya, com a membre de les Potències Centrals va ser derrotada pels Aliats en un dels conflictes armats més sagnants de la història de la humanitat. La Revolució Alemanya va esclatar el novembre de 1918, i l'emperador Guillem II i tots els prínceps regnants van abdicar. L'armistici va posar fi a la guerra l'11 de novembre i Alemanya va ser forçada a signar el Tractat de Versalles el juny de 1919. La seva negociació, contràriament a la diplomàcia tradicional, va excloure les Potències Centrals derrotades. El tractat va ser vist a Alemanya com a continuació humiliant de la guerra per altres mitjans i la seva severitat sovint és considerada com a propiciadora del sorgiment del nazisme.

### La República de Weimar

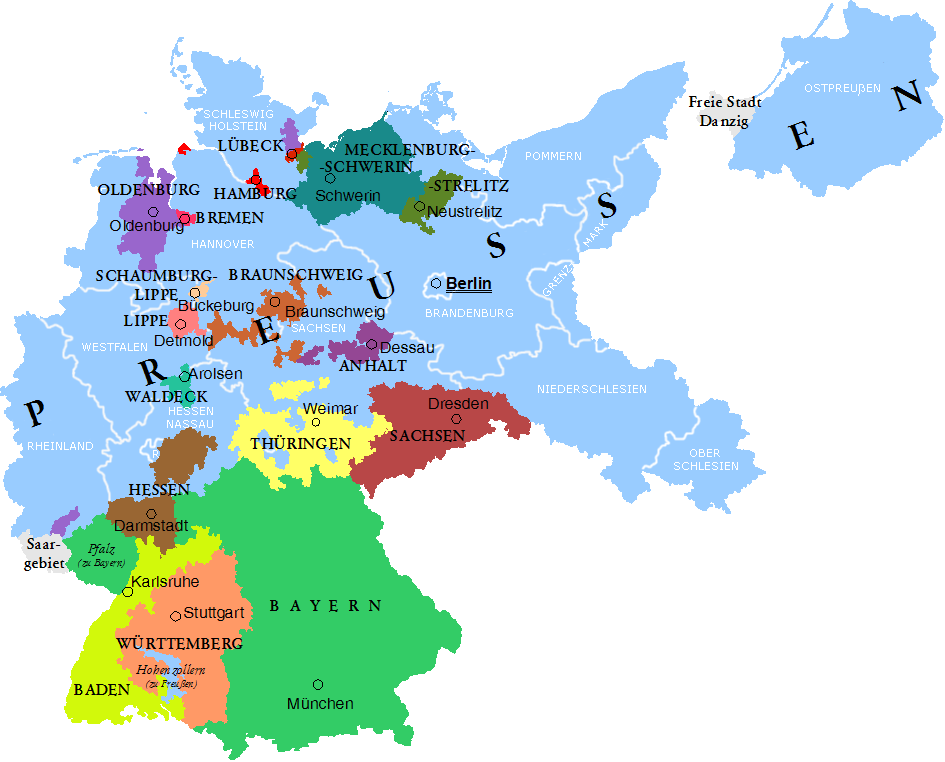
Subdivisions d'Alemanya el 1925, amb les fronteres exteriors de 1919 a 1937.

Després de la Revolució Alemanya de 1918, es va proclamar la república. La Constitució de Weimar va entrar en vigor amb la signatura del president alemany Friedrich Ebert l'11 d'agost, 1919. El Partit Comunista d'Alemanya va ser fundat per Rosa Luxemburg i Karl Liebknecht el 1918, i el Partit dels Obrers Alemanys, més tard conegut com el Partit Nacional Socialista dels Obrers Alemanys, es va fundar el gener de 1919.
Patint la Gran Depressió, les seves condicions establertes en el Tractat de Versalles, i la successió perllongada de governs inestables, les masses polítiques alemanyes no s'identificaven amb el sistema polític del parlamentarisme, situació exacerbada per la llegenda política proposada per l'extrema dreta, que Alemanya havia perdut la guerra a causa de la Revolució Alemanya i no pas per la derrota militar. Per altra banda, els comunistes radicals, com ara la Lliga Espartaquista, volien abolir allò que percebien com el govern capitalista en favor d'un comunisme consellista. Diversos partits van formar tropes parlamentàries i van ocórrer milers d'assassinats motivats per qüestions polítiques. Els grups paramilitars intimidaven els votants i van sembrar la violència i la por entre el poble, que patia a causa de les altes taxes d'atur i la pobresa. Després d'una successió de gabinets, el president Paul von Hindenburg, amb cap altra alternativa aparent, i pressionat pels consellers de dreta, va designar Adolf Hitler com a canceller d'Alemanya el 30 de gener, 1933.

### El TercerReich

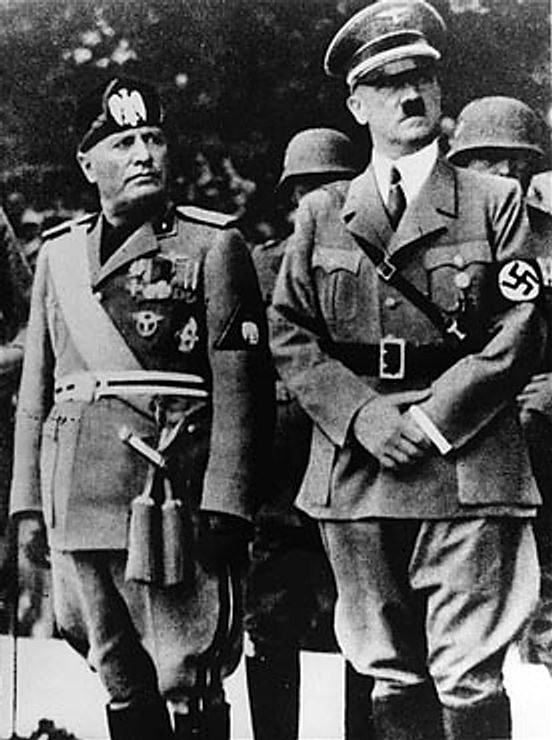
Adolf Hitler i Benito Mussolini a Iugoslàvia.

El 27 de febrer, 1933, es va incendiar el Reichstag. Alguns drets democràtics bàsics van ser abrogats en un decret d'emergència. L'Acte de 1933 va donar a Hitler poder legislatiu il·limitat. Només el Partit Social Demòcrata d'Alemanya va votar-hi en contra; els comunistes no van presentar cap oposició viable car la majoria dels seus diputats havien estat assassinats o empresonats. Es va establir un Estat centralitzat i totalitari per mitjà d'una sèrie de moviments i decrets que convertiren Alemanya en un estat unipartidista. La indústria va ser regulada estrictament per mitjà de quotes i requeriments, per tal de canviar l'economia cap a la producció d'armament militar. El 1936, les tropes alemanyes van entrar a la zona desmilitaritzada de Rhineland, i les polítiques d'apaivagament del primer ministre britànic Neville Chamberlain van ser insuficients i inadequades. Hitler, a partir de 1938, va continuar amb una política d'expansionisme per tal d'establir la «Alemanya Gran» (Großdeutschland). Per tal d'evitar una guerra de dos fronts, Hitler va signar el Pacte Molotov-Ribbentrop amb la Unió Soviètica que més tard trencaria.
El 1939 les tensions del nacionalisme, militarisme i els conflictes territorials van dur a la invasió de Polònia l'1 de setembre, per la qual cosa el Regne Unit i França van declarar la guerra, començant així la Segona Guerra Mundial. Alemanya, ràpidament va guanyar el control directe o indirecte de la major part d'Europa.

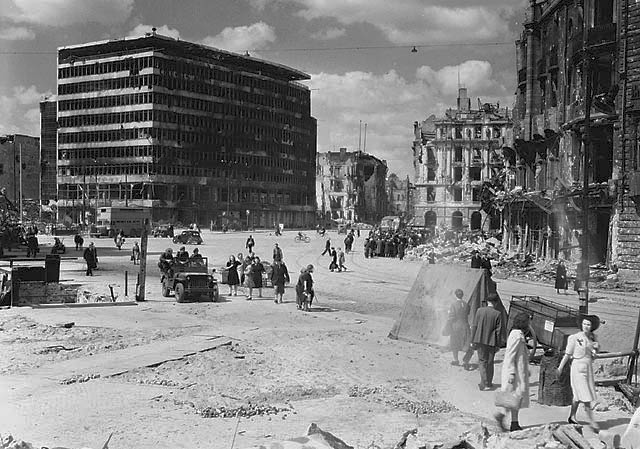
Berlín en ruïnes després de la Segona Guerra Mundial, Potsdamer Platz 1945.

El 22 de juny, 1941, Hitler va trencar el pacte amb la Unió Soviètica, obrint el Front Oriental envaint-lo. Poc després de l'atac del Japó a Pearl Harbor, una base estatunidenca al Pacífic, Alemanya va declarar la guerra als Estats Units. Encara que Alemanya va avançar ràpidament en la guerra contra la Unió Soviètica al començament, la Batalla posterior de Stalingrad va ser el punt de canvi en la guerra. Alemanya va començar a sortir del Front Oriental, i amb els atacs dels Aliats a l'oest, Alemanya va ser derrotada el 1945.
En allò que es coneix com l'Holocaust, el Tercer Reich va concentrar i exterminar diversos grups de la societat, com ara els jueus, eslaus, comunistes, gitanos, homosexuals, dissidents polítics i persones amb discapacitat. Durant l'era nazi, al voltant d'onze milions de persones foren assassinades en l'Holocaust, incloent-hi sis milions de jueus i tres milions de polonesos. En total, 35 milions d'europeus van morir a la Segona Guerra Mundial.

### Divisió i reunificació

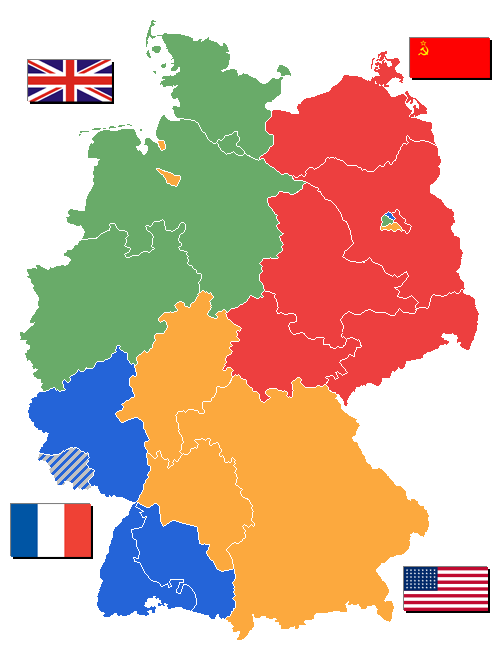
Zones d'ocupació dels Aliats el 1946.

Van morir en la guerra gairebé 10 milions d'alemanys. A més, Alemanya va perdre territoris i 15 milions d'alemanys van ser expulsats dels territoris orientals i altres països. Alemanya i Berlín van ser dividits pels Aliats en quatre zones d'ocupació militar. Els sectors controlats per França, el Regne Unit i els Estats Units es van unificar el 23 de maig, 1949 per formar l'República Federal d'Alemanya; el 7 d'octubre de 1949, la Unió Soviètica va establir la República Democràtica Alemanya, conegudes respectivament com a Alemanya Occidental i Alemanya Oriental.
Alemanya Occidental es va establir com a república parlamentària liberal amb una economia social de mercat. Va ser un Estat aliat als Estats Units, el Regne Unit i França. Va experimentar una època de creixement sorprenent i perllongat durant la dècada de 1950, conegut com el Wirtschaftswunder. L'Alemanya Occidental es va unir a l'OTAN el 1955 i va ser membre fundador de la Comunitat Econòmica Europea el 1958. Per altra banda, l'Alemanya Oriental va ser ocupada per l'URSS i a partir de 1955 van ser-ne aliats. Alemanya Oriental, tot i l'estil autoritari de govern, va esdevenir el país més ric i més avançat del bloc soviètic, encara que molts dels seus ciutadans volien les llibertats polítiques i la prosperitat econòmica de l'Oest.
El mur de Berlín, construït el 1961 per impedir que els alemanys orientals escapessin a l'Alemanya Occidental, va esdevenir el símbol de la Guerra Freda. Tanmateix, les tensions entre les dues Alemanyes es van reduir durant la primera meitat de la dècada de 1970 gràcies a la política de Willy Brandt, l'Ostpolitik', que incloïa el reconeixement de facto de les pèrdues territorials d'Alemanya després de la Segona Guerra Mundial.
Atesa la creixent immigració d'alemanys orientals a Alemanya Occidental per Hongria i les manifestacions massives durant l'estiu de 1989, les autoritats d'Alemanya Oriental van eliminar moltes de les restriccions frontereres el novembre, permetent que els alemanys orientals viatgessin a l'Oest. Tot i que la intenció era proveir una vàlvula d'escapament per tal de conservar la independència de l'Estat d'Alemanya Oriental, l'obertura de les fronteres de fet va dur a l'acceleració dels processos de reforma la qual cosa va concloure amb el Tractat Dos Més Quatre un any després, el 12 de setembre, 1990 la Reunificació alemanya el 3 d'octubre, 1990. Segons el Tractat, les quatre potències aliades d'ocupació renunciaven a llurs drets sobre Alemanya que havien adquirit en la Rendició, i l'Estat recuperava la sobirania plena.
Des de la seva reunificació, Alemanya ha tingut un paper prominent en la Unió Europea i l'OTAN. Alemanya va enviar una força de pau per assegurar l'estabilitat dels Balcans i una altra força a l'Afganistan.
A l'Alemanya oriental hi hagué durant el 2016 un augment de la influència de la xenofòbia i l'extrema dreta.